# Kryptogenius longilobus
Kryptogenius longilobus is een keversoort uit de familie Pterogeniidae. De wetenschappelijke naam van de soort is voor het eerst geldig gepubliceerd in 1992 door Burckhardt & Löbl.